# Absolutisme espanyol
Absolutisme espanyol és una etiqueta de la historiografia i de la ciència política que s'aplica a diferents contextos històrics i polítics. Alguns autors, especialment els de la historiografia anglosaxona, no fan distinció entre diferents graus en la formació de la monarquia absoluta i utilitzen el terme per a les monarquies de començaments de l'Edat Moderna o fins i tot finals de l'edat mitjana. Aquest període, que en la historiografia francesa i espanyola se sol denominar Antic Règim, està caracteritzat per un increment de l'autoritat dels reis. Encara que va existir algun ús històric del terme (com l'expressió poder reial absolut, utilitzada per Enric III de Castella -1393- i més sovint per Joan II de Castella), aquest ús reflectia poc més que la pretensió dels reis de ser la font del dret, amb grans excepcions i limitacions. Fins al segle xvii no se sol parlar d'absolutisme en aquestes tradicions historiogràfiques, utilitzant-se denominacions alternatives, com la de monarquia autoritària. La necessitat de mantenir l'exercici del poder reial en pacte amb les institucions de representació estamental (les Corts) va permetre també la definició d'aquests sistemes polítics com un pactisme.

## Àustries i borbons

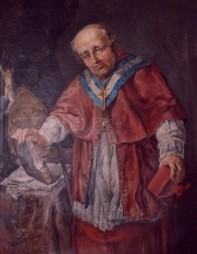
Pedro de Quevedo.

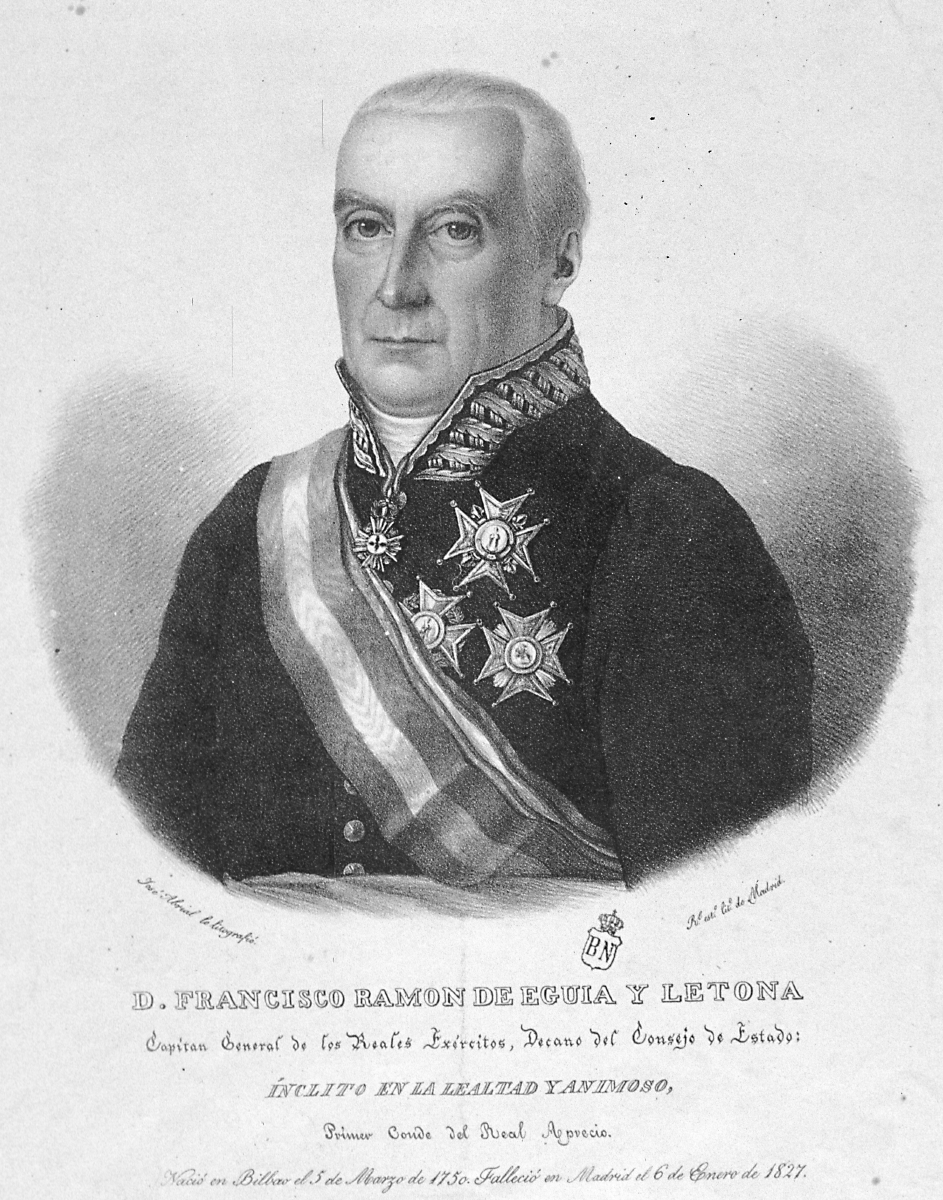
Francisco de Eguía.

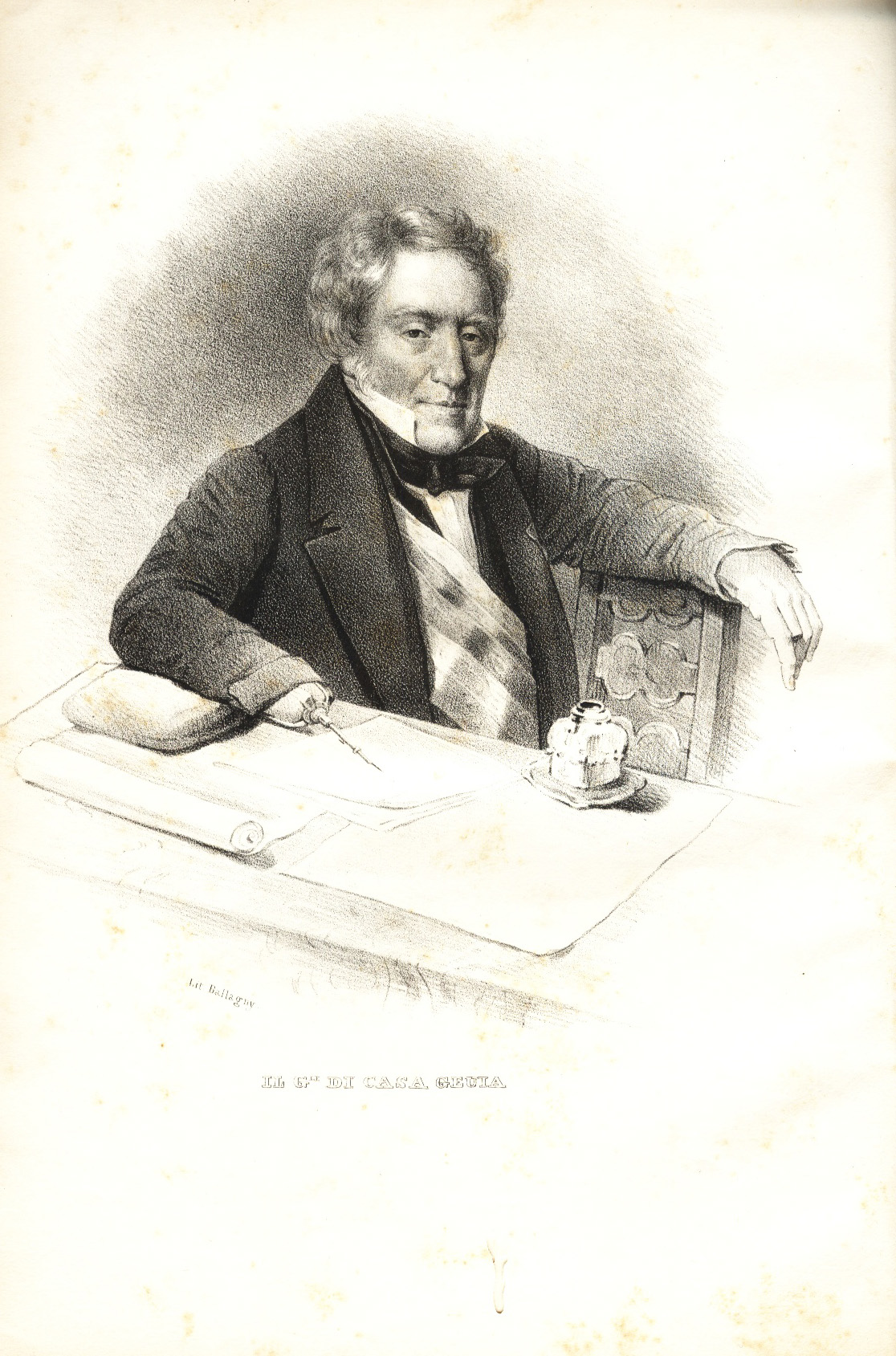
Nazario Egia.

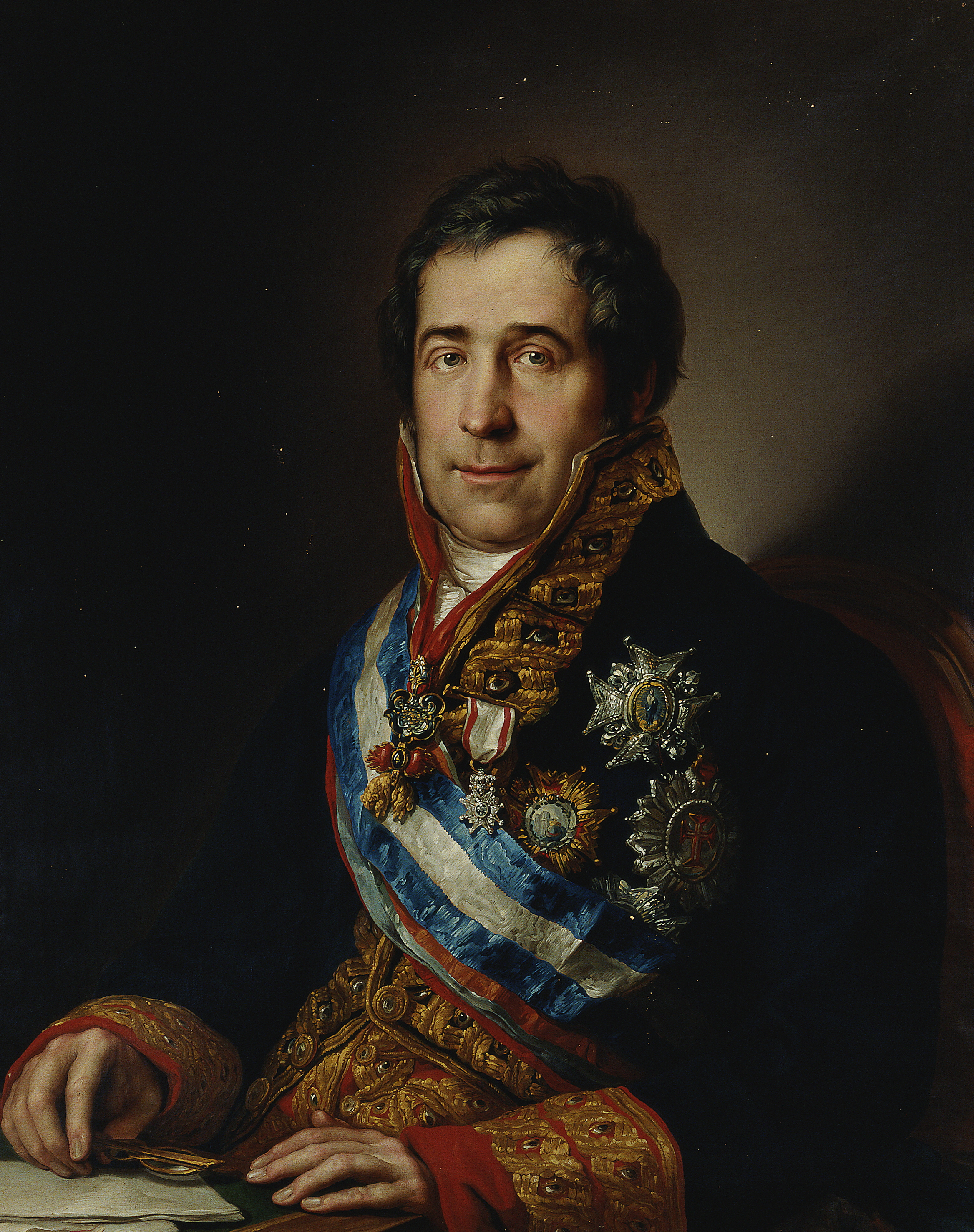
Francisco Tadeo Calomarde.

De fet, la Monarquia Hispànica, primer amb els Reis Catòlics i després amb els Habsburg, tenia molt diferent al concepte de monarquia absoluta dels borbons tal com es va conformar en el regnat de Lluís XIV de França (L'Estat sóc jo, formulacions teòriques de Bossuet). La mateixa concepció del poder de la dinastia austro-borgonyona (incloent la idea imperial de Carles V) era molt més respectuosa amb les particularitats locals i estamentals, com va evidenciar la necessitat que va tenir el Comte-Duc d'Olivares de mostrar al rei Felip IV el poderós que es faria si deixés de ser rei de cadascun dels seus regnes i passés a ser rei d'Espanya (el famós Gran Memorial de 1624). La reflexió sobre aquests afers dels intel·lectuals espanyols (especialment de l'Escola de Salamanca) ha estat interpretada no tant com una reacció contra un absolutisme nacional, sinó com una resposta a les tendències protagonitzades per altres països europeus (per exemple, el Defensio Fidei de Francisco Suárez).
La monarquia de Felip V d'Espanya, des de 1700 va introduir l'absolutisme d'origen francès propi de la dinastia de Borbó, i la resistència suscitada va provocar que la Guerra de Successió fos per a Espanya una veritable guerra civil, en la qual alguns territoris (especialment Catalunya i el País Valencià) es van caracteritzar per recolzar clarament al candidat Habsburg. La conformació d'un fort regalisme enfront del papat va aconseguir cotes fins i tot superiors a les obtingudes pel Patronat regi anterior.

## Despotisme il·lustrat
El despotisme il·lustrat a Espanya, per la seva banda, és una etiqueta historiogràfica que s'aplica amb major o menys extensió temporal, però que sol restringir-se als regnats de la segona meitat del segle xviii (Carles III i Carles IV). L'aplicació de l'etiqueta a la primera meitat del segle xviii (regnats de Felip V i de Ferran VI) és menys usual.
Oposada a la tendència il·lustrada (també denominada afrancesada, abans que aquest terme designés més concretament als partidaris de Napoleó), el germen del moviment polític que posteriorment es coneixerà com a absolutisme espanyol va ser la tendència que es denominava casticista, representada per clergues i intel·lectuals (Fray Diego de Cádiz, Fernando de Zeballos, Lorenzo Hervás y Panduro o Francisco Alvarado -el Filòsof Ranci-) oposats a les influències extranjeritzants i anticlericals identificades amb l'Enciclopèdia francesa i el volterianisme; o concretades en la política del marquès de Squillace contra el qual es va fer el motí de Squillace (del que van ser culpats els jesuïtes, que van ser expulsats d'Espanya).
Les polèmiques intel·lectuals van ser freqüents, com la coneguda com «Pan y Toros».

## Els absolutistes com a grup polític
El grup polític dels absolutistes espanyols durant el segle xix (des de les Corts de Cadis fins a la configuració del carlisme); va ser designat de forma pejorativa amb el terme servils, especialment pels seus adversaris, els liberals espanyols. També s'utilitzava el terme reialistes. En el debat públic entre liberals i absolutistes que esdevenia a la premsa gaditana i els libels de contingut polític editats a la mateixa ciutat, destacaren pel cantó absolutista Francisco Alvarado, el filòsof ranci, i María Manuela López de Ulloa.
El document presentat a Ferran VII d'Espanya en 1814 per 69 diputats absolutistes de les Corts de Cadis (el Manifest dels Perses, possiblement redactat pel seu primer signatari, Bernardo Mozo de Rosales -Marquès de Mataflorida-, encara que també s'ha suposat la intervenció de Juan Pérez Villamil o de Pedro Gómez Labrador), pot considerar-se l'explicitació de l'absolutisme espanyol com a ideologia política. Entre els seus representants estaria la major part del clergat de l'època: encapçalat per Pedro de Quevedo y Quintano (Bisbe d'Ourense i Inquisidor General), que fou durament sancionat per fer grans protestes en jurar la Constitució de Cadis.
Altres destacats absolutistes van ser el bisbe Víctor Damián Sáez (confessor del rei), el canonge Juan Escóiquiz, els militars Francisco Javier Castaños, Luis Rebolledo de Palafox (germà del general Palafox destacat en els setges de Saragossa, però d'orientació política oposada), Luis Fernández de Córdova (que va realitzar un intent fracassat de revolta militar durant el Trienni Liberal i va tornar a Espanya amb l'expedició dels Cent Mil Fills de Sant Lluís), Francisco Chaperón, Vicente González Moreno, Francisco de Eguía i Nazario Egia o l'aristòcrata Francisco Tadeo Calomarde (duc de Santa Isabel).
En 1823 es va crear el Cos de Voluntaris Realistes, que tres anys més tard comptava amb 200.000 membres, encara que només la meitat enquadrat en unitats militars.
L'anomenada regència d'Urgell (formada pel Marquès de Mataflorida, el bisbe de Tarragona -Jaume Creus i Martí- i el baró d'Eroles -Joaquín Ibáñez-), durant el Trienni liberal; i la formació de partides absolutistes en zones especialment propícies (com les anomonades Los Apostólicos), en diferents moments del regnat de Ferran VII; van antecedir a la posterior mobilització de les forces socials reaccionàries (és a dir, contràries a la Revolució Liberal o defensores de la continuïtat de l'Antic Règim) durant la Primera Guerra Carlina.
Paradoxalment, l'absolutisme espanyol, identificat amb el carlisme o tradicionalisme acabà identificant-se amb el respecte als furs (del lema inicial «Déu, Pàtria, Rei», es passà al «Déu, Pàtria, Furs, Rei»).

## Absolutistes i moderats
Un destacat grup d'aristòcrates, seguint la tradició dels jovellanistes, es van esforçar per reconciliar el corrent absolutista amb els liberals més moderats. Van estar representats per figures com Carlos Martínez de Irujo (marquès de Casa-Irujo), Narciso Heredia (comte d'Ofalia i marquès d'Heredia), Pedro Alcántara (duc de l'Infantado) i Francisco Cea Bermúdez.
Un altre corrent que va convergir amb el liberalisme moderat des de posicions tradicionalistes va ser la dels neocatòlics (Marquès de Villuma, Jaume Balmes, Donoso Cortés).